# Rita Pavone (album)
Rita Pavone è il primo album dell'omonima cantante italiana, pubblicato su vinile dall'etichetta discografica RCA nell'aprile del 1963.
Nel 1962 la cantante partecipa alla prima edizione del Festival degli sconosciuti di Ariccia, che vince interpretando Moliendo café e altri brani del repertorio di Mina. Patron della manifestazione è Teddy Reno, che diventerà suo pigmalione e marito sei anni dopo. La vittoria del concorso le procura un provino con l'RCA Italiana e le fa ottenere immediatamente un contratto discografico.
Dal 1963 la Pavone raggiunge una vasta popolarità: già nei primi mesi dell'anno le vendite dei suoi dischi superano il milione di copie vendute. Escono infatti alcuni singoli di enorme successo: La partita di pallone, che il 16 febbraio 1963 arriva al primo posto in hit-parade e vi rimane per due settimane, e Sul cucuzzolo (scritte da Edoardo Vianello); Alla mia età; Come te non c'è nessuno, che dal successivo 2 marzo resta in vetta per 9 settimane; Il ballo del mattone, che l'8 giugno 1963 arriva prima restandoci per tre settimane.
Nello stesso periodo la fama dell'artista crebbe ulteriormente, grazie alla sua partecipazione come ospite fisso alla seconda edizione del varietà Studio Uno. Al momento della pubblicazione sei tracce erano già state inserite su 45 giri mentre altri sei brani erano inediti.

## Edizioni
L'album è stato stampato in Italia in LP dalla RCA Italiana in versione mono, con numero di catalogo PML 10350. Questa versione fu pubblicata anche sul mercato statunitense. All'epoca della sua uscita fu distribuito in tutto il mondo dalla RCA Victor in paesi quali Francia, Germania, Brasile e Canada (dove fu stampato sia in versione mono che stereo), e nel 1964 anche in Uruguay, Venezuela e nuovamente in Argentina (dove ottenne una seconda tiratura).
L'album fu pubblicato per la prima volta in Italia su CD nel 2002, per la serie Gli Indimenticabili con numero di catalogo 74321910512 e nel 2014 in Francia, ad opera dell'etichetta RDM Edition, con numero di catalogo CD799. L'album è presente anche in digitale e nelle piattaforme streaming.

## Tracce

### Lato A
1. Abbiamo 16 anni (Dino Verde/Bruno Canfora)
2. La partita di pallone (Carlo Rossi/Edoardo Vianello)
3. Clementine chérie (Camucia/Edoardo Vianello)
4. T'ho conosciuto (Carlo Rossi/Ennio Morricone)
5. Sul cucuzzolo (Carlo Rossi/Edoardo Vianello)
6. Le lentiggini (Dino Verde/Bruno Canfora)

### Lato B
1. Come te non c'è nessuno (Franco Migliacci/Oreste Vassallo)
2. Pel di carota (Franco Migliacci/Ennio Morricone)
3. Alla mia età (Carlo Rossi/Roby Ferrante)
4. La commessa (Carlo Rossi/Piero Piccioni)
5. Il ballo del mattone (Dino Verde/Bruno Canfora)
6. Amore twist (Angelo Bovenzi)

## Formazione
- Rita Pavone - voce
- Luis Enriquez Bacalov - arrangiamento orchestra
- Robby Poitevin - arrangiamento orchestra
- Ennio Morricone - arrangiamento orchestra
- I 4 + 4 di Nora Orlandi - cori (tracce A3-A5, B1, B3, B5)
- Gianni Morandi - cori (traccia A1)
- Coro Franco Potenza - cori (traccia A5)